# Чудак (журнал)
«Чудак» — еженедельный советский литературно-художественный журнал сатиры и юмора, выходивший в Москве с декабря 1928 по февраль 1930 года. Главный редактор — Михаил Кольцов. Постоянные сотрудники — Валентин Катаев, Юрий Олеша, Илья Ильф, Евгений Петров, Михаил Зощенко, Михаил Светлов. Для журнала писали Владимир Маяковский, Демьян Бедный. С изданием работали художники Константин Ротов, Борис Ефимов, Кукрыниксы, Бронислав Малаховский, Владимир Козлинский, Виктор Дени и др. После претензий, предъявленных главному редактору секретариатом ЦК ВКП(б) в связи с «публикацией материалов антисоветского характера», «Чудак» был закрыт и слит с журналом «Крокодил».

## Создание журнала
Появление журнала было связано как с желанием его будущих авторов иметь площадку для реализации публицистических замыслов, так и с необходимостью создания своеобразного центра притяжения творческой молодёжи. Газета «Гудок», в течение нескольких лет выполнявшая роль неформального литературного клуба, в 1928 году начала постепенно утрачивать прежнее влияние: к тому времени издание покинули многие сотрудники. Кадровые перестановки затронули и приложение к «Гудку» — сатирический журнал «Смехач». По воспоминаниям писателя Григория Рыклина, для разработки концепции нового печатного органа инициативная группа, в состав которой вошли Михаил Кольцов, Илья Ильф, Евгений Петров, Василий Регинин, отправилась на дачу к Демьяну Бедному. Название возникло после реплики Кольцова о том, что «чудаки украшают жизнь». Позже в письме Максиму Горькому Михаил Ефимович, ставший главным редактором «Чудака», пояснил, что его создатели стремятся «окрасить пренебрежительную кличку в тона романтизма и бодрости».
Выход первого (тиражом 150 000 экземпляров) и многих последующих номеров нового издания сопровождали рекламные кампании: так, объявляя о появлении нового издания, его редакция опубликовала на страницах «Смехача» небольшое эссе об известных чудаках — Диогене, который «самоуплотнился в бочку без коммунальных услуг», Христофоре Колумбе, не захотевшем плавать в «тихом и интеллигентном» Средиземном море, Исааке Ньютоне, пытавшемся понять, почему яблоки «падают на землю вертикально, а не каким-нибудь причудливым зигзагом». Затем на базе издательства «Огонёк» была выпущена листовка, в которой сообщалось, что годовая подписка на журнал стоит 5 рублей, на шесть месяцев — 2 рубля 75 копеек; читатели, решившие одновременно с «Чудаком» получать приложение в виде библиотеки романов, могли претендовать на подарок от редакции — «4 большие художественные картины». В дальнейшем к популяризации журнала подключился и Владимир Маяковский, напечатавший в «Литературной газете» рекламные стихи: «Хотите посмеяться. Но где да как? / Средство для бодрости — подписка на Ч у д а к…».

## Редакция

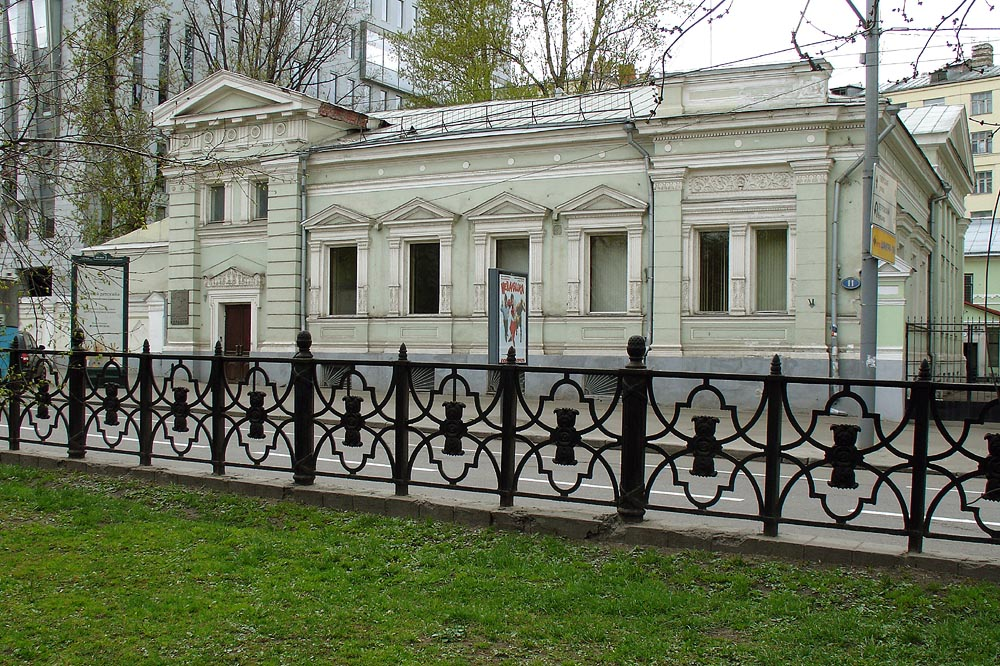
Страстной бульвар, 11

Главная контора «Чудака» размещалась на Страстном бульваре, 11; в приёмной посетителей встречали два плаката — «Пишите короче, вы не Гоголь!» и «Гениев и титанов просят писать короче!». Как вспоминал Виктор Ардов, за каждым постоянным сотрудником был закреплён определённый круг обязанностей. К примеру, писатель и сценарист Борис Левин возглавлял секретариат редакции и руководил литературным направлением. Илья Ильф работал в отделе рецензий. Евгений Петров отвечал за подборку «мелких материалов» — юморесок, шаржей, эпиграмм. Сам Ардов заведовал отделом искусств.
Редакционные совещания, посвящённые формированию очередного номера, Кольцов обычно открывал словами «Продолжим наши игры»; позже эта фраза была использована Ильфом и Петровым в романе «Золотой телёнок». Бо́льшая часть произведений, предлагаемых к публикации, читалась вслух; по свидетельству участников мероприятий, с особым интересом члены редколлегии ждали новых стихов Маяковского и рассказов Зощенко. Оживление вызывали темы для карикатур, предлагаемые журналистом Михаилом Глушковым, некоторые черты которого запечатлены в образе остроумца Авессалома Изнуренкова (роман «Двенадцать стульев»). В ходе дискуссии члены редколлегии выносили вердикты: принять, доработать, сжать, «усмешнить».

## Содержание журнала

### Тематическая направленность
На момент создания нового журнала ведущим сатирическим изданием СССР считался «Крокодил». Стилистически они во многом совпадали; кроме того, по содержанию «Чудак» был близок «Огоньку» и «Литературной газете» — в этих средствах массовой информации освещались актуальные для конца 1920-х годов темы, связанные с коллективизацией, разоблачением «вредителей», кулаков и представителей «буржуазной интеллигенции», не стремящейся включаться в социалистическое строительство. Значительная часть журнальной площади отводилась высмеиванию таких злободневных явлений, как мещанство и бюрократия. В то же время, по замечанию историка Якова Лурье, публикации авторов «Чудака» отличались от материалов их конкурентов из «Крокодила» более тщательной литературной обработкой и «более смелой, чем обычно, критикой хозяйственных руководителей».
Среди постоянных рубрик «Чудака» выделялись «Но-но — без хамства» (фельетоны), «Слезай — приехали» (читательские письма и статьи), «Рычи — читай» (критика, отклики на повести и романы коллег). В постоянном разделе «Календарь „Чудака“» печатались короткие ироничные заметки, приуроченные к памятным датам («30 декабря. Издан в 1919 г. декрет о ликвидации неграмотности. Необходимо теперь же издать декрет об ознакомлении всего населения с декретом о ликвидации неграмотности»). Под рубрикой «Деньги обратно» публиковались заметки, посвящённые предстоящим или состоявшимся культурным событиям: к примеру, пародийный анонс «Схватка чемпионов» («Чудак», 1929, № 10) готовил читателей и зрителей к премьере спектакля по пьесе Маяковского «Клоп» в театре Мейерхольда; автор материала характеризовал постановку как битву поэта и режиссёра, каждый из которых является «чемпионом в своём жанре».

### Маяковский в «Чудаке»

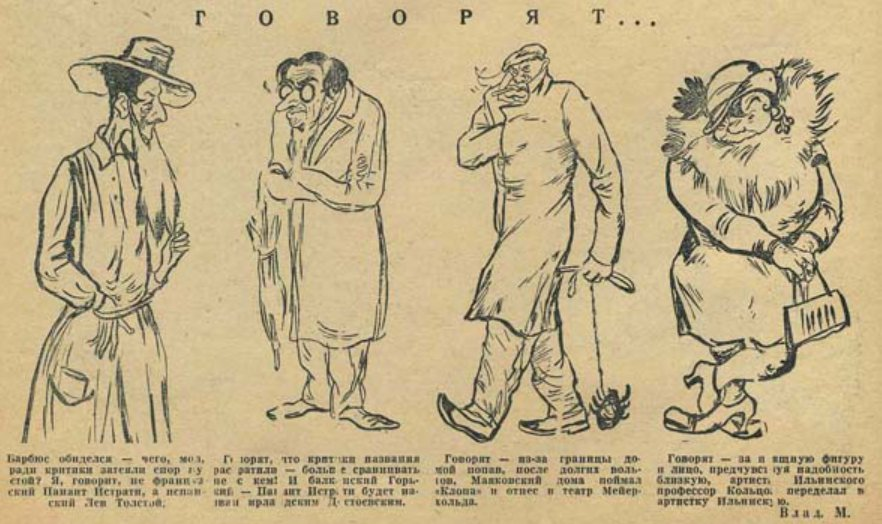
В. В. Маяковский. «Говорят…» Журнал «Чудак», 1929, № 3

По словам литературоведа Лидии Яновской, влияние Маяковского в журнале было существенным: молодые сотрудники впитывали идеи поэта, связанные с объединением лирики и публицистики; тот, в свою очередь, настаивал, чтобы коллеги-писатели активнее включались в газетно-журнальную деятельность, считая её в ту пору более важной, чем литературная работа. В «Чудаке» (1929, № 3) Маяковский опубликовал фрагменты рифмованной прозы «Говорят…», посвящённые слухам и домыслам в творческой среде; они касались — в том числе — и самого автора: «Говорят — из-за границы домой попав, после долгих во́льтов, / Маяковский дома поймал „Клопа“ и отнёс в театр Мейерхольда».
В одном из номеров журнала было напечатано стихотворное требование Маяковского «Мрачное о юмористах», обращённое к сатирикам 1920-х годов, которым, по словам поэта, необходимо поддерживать традиции Салтыкова-Щедрина: «Мало, што ли, помпадуров? Мало — градов Глуповых?». В 1930 году на страницах «Чудака» появились такие произведения Владимира Владимировича, как «Стихотворение одёжно-молодёжное» (№ 1), «Тревога» (№ 2), «Отречёмся» (№ 3).

### Публикации Ильфа и Петрова
Начав работать в журнале, Ильф и Петров взяли себе псевдоним, соединяющий фамилии классиков русской литературы, — Ф. Толстоевский. Эта подпись стояла под каждой из новелл, входивших в сатирический цикл «Необыкновенные истории из жизни города Колоколамска» (он печатался в нескольких номерах «Чудака», начиная с первого), а также под рассказами из «Тысячи и одного дня, или Новой Шахерезады». По воспоминаниям Виктора Ардова, курьёзный образ придуманного соавторами города Колоколамска был наглядно представлен читателям с помощью карты-схемы, нарисованной Константином Ротовым. Помимо этого, писатели публиковались под псевдонимами Дон Бузильо (он использовался в основном в рецензиях), Виталий Пселдонимов, Коперник, Франц Бакен-Бардов и другими. Исследователи объясняли наличие нескольких вымышленных имён тем, что порой в одном выпуске размещались по соседству три-четыре материала Ильфа и Петрова, написанные и совместно, и по отдельности; псевдонимы в этом случае были вынужденной необходимостью. Другую версию представили сами соавторы:

Такой образ действий был продиктован соображениями исключительно стилистического свойства, — как-то не укладывались под маленьким рассказом две громоздкие фамилии авторов.
По предположению Лидии Яновской, перу Ильфа и Петрова принадлежит неподписанный фельетон «К барьеру!» («Чудак», 1929, № 11), повествующий о встрече литераторов 1920-х годов с писателями XIX века. Во время «мероприятия» выясняется, что классики внимательно следят за произведениями потомков и находят в них много фактических ошибок и стилистических погрешностей: Пушкина возмущает фраза прозаика Малашкина «Кухарка остановилась, оттопырила широкий зад, так что обе половинки отделились друг от друга»; Лермонтов собирается вызвать на дуэль Пильняка за прогноз о том, что их книги будут стоять на соседних полках. Исследователи заметили, что почерк авторов фельетона угадывается по языковой окраске и стремлению обыгрывать литературные мотивы.

## Закрытие издания
В 1929 году в СССР началась кампания по борьбе с ленинградскими «троцкистами». Михаил Кольцов, считая эту тему актуальной для сатирического издания, подписал к печати острые материалы под заголовком «Семейный альбом. Ленинградская карусель» («Чудак», № 36), критикующие деятельность партийных лидеров города на Неве, которые, по версии автора публикации, были связаны «круговой порукой». Излишняя самостоятельность молодого редактора была расценена вышестоящими инстанциями как попытка очернить «социалистическую действительность Ленинграда». В сентябре вышло в свет постановление секретариата ЦК ВКП(б) «О журнале „Чудак“», предписывающее за публикацию материалов «явно антисоветского характера» объявить Кольцову строгий выговор и снять его с должности редактора.
Спустя несколько дней Кольцов направил в ЦК ВКП(б) письмо, в котором взял на себя вину за «грубую политическую ошибку»; одновременно он пояснил, что фельетоны в «Чудаке» были написаны в тональности газеты «Правда» и других изданий, разрабатывавших аналогичную тему: «Под гипнозом этой общей горячки я и допустил появление злосчастной странички». Письмо Михаила Ефимовича было передано наркому Ворошилову, который после согласований с секретарём ЦК ВКП(б) Кагановичем восстановил Кольцова в редакторской должности. Тем не менее журнал был закрыт в феврале 1930 года; «формальным предлогом» для ликвидации «Чудака» стало его слияние с «Крокодилом».